# 曹魏平三韓之戰

曹魏平三韓之戰是一个是由中國北方的曹魏於公元246年與朝鮮半島南端國家的三韓的馬韓、辰韓和弁韓的一場戰爭。

## 經過
因為曹魏控制了東濊，與《三韓》之中的辰韓發生了領土上的爭議。曹魏侍郎吳林為幽州刺史直屬官員，吳林以韓國本屬於樂浪郡為由，要求辰韓分"八國"歸於樂浪的管轄範圍。這個"八國"與曹魏的行政區劃相比就是八個郡。依《三國志‧魏書‧東夷傳》記載，辰韓有超過五十個郡國。
由於語言不通，翻譯的過程中出現紕漏，三韓的大部落首領利用這一點激起三韓的民憤，正始六年（245年）進攻曹魏帶方郡崎離營(現今韓國黃海道平山市)。劉茂、弓遵隨即出兵討伐韓三，最終平定三韓。但是弓遵也在這場戰爭中戰死之後的正始八年（247年），王頎接替了戰死的弓遵成為下一任帶方太守。

## 外部連結
https://ctext.org/text.pl?node=603360&if=gb （页面存档备份，存于）